# RTK 1
RTK 1 est une chaîne de télévision kosovare appartenant à la compagnie de radio-télévision du Kosovo (RTK). 
Unique chaîne de télévision du groupe avant 2013 (année de la création de sa sœur RTK 2), elle passe du statut de télévision autonome de service public à celui de chaîne nationale de service public lors de la proclamation d'indépendance unilatérale de la province en février 2008. 
RTK 1 émet 24 heures sur 24 sur le réseau hertzien ainsi que par satellite (Eutelsat W2) à destination de la diaspora kosovare.

## Histoire
La télévision kosovare voit le jour quelques semaines après la fin des bombardements de l'Otan sur la Yougoslavie, à l'instigation de la Mission d'administration intérimaire des Nations Unies au Kosovo et de l'Organisation pour la sécurité et la coopération en Europe. Financée à l'origine grâce aux contributions de donateurs internationaux, ce projet d'un coût estimé à trois millions de dollars est fermement appuyé par Bernard Kouchner, alors haut responsable des Nations unies au Kosovo. 

L'ancien logo de la télévision kosovare (1999-2013).

Les premières émissions de RTK 1 débutent le 19 septembre 1999 à 19 heures et sont dans un premier temps uniquement relayées par satellite, le réseau hertzien demeurant hors d'état à la suite des frappes aériennes. Limitées à deux heures quotidiennes, les émissions sont essentiellement axées sur l'information et les divertissements, et sont produites avec l'aide d'équipes de l'union européenne de radio-télévision Éric Lehmann, alors également président de la Société Suisse de Radiodiffusion (SSR) est nommé à la tête de la chaîne pour neuf mois.
En novembre 2000, la chaîne passe à quatre heures de programmes quotidiens, et inaugure des émissions consacrées aux minorités (journaux télévisés et magazines hebdomadaires en serbe et en turc). Dans le même temps, RTK 1 commence à être diffusée par voie hertzienne dans certaines parties de la province, à commencer par son chef-lieu Pristina. Moins d'un an plus tard, en juillet 2001, RTK 1 émet près de sept heures de programmes quotidiens, l'après-midi et en soirée. La grille des programmes intègre dès lors une émission économique, des informations agricoles ainsi qu'un programme destiné à informer la diaspora. Un journal télévisé hebdomadaire en langue bosnienne fait son apparition à l'antenne. Dans le même temps, la chaîne abandonne sa diffusion satellitaire en mode analogique au profit du numérique.
La mission de l'union européenne de radio-télévision arrive à son terme au mois de décembre 2001. Agim Zatriqi devient le premier kosovar a accéder aux fonctions de directeur-général de la RTK. Sous son impulsion, la programmation passe en quelques mois de sept à quinze heures quotidiennes. En 2002, l'antenne de RTK 1 est composée à 65 % de productions locales, le reste provenant de télévisions étrangères. Au mois d'octobre de cette même année, RTK 1 diffuse pour la première fois une série produite localement, Familja moderne (une famille moderne).
Au début de l'année 2003, la chaîne émet dix-sept heures par jour, les émissions régulières étant interrompues la nuit pour laisser place à la retransmission des programmes de Radio Blue Sky. Quelques mois plus tard, la chaîne émet de manière ininterrompue. Au mois de mars, la RTK signe un accord de coopération avec l'union européenne de radio-télévision. Au mois de septembre, elle inaugure un journal télévisé en romani.
En février 2008, la proclamation unilatérale de l'indépendance du Kosovo fait de la RTK une télévision nationale de service public. Quelques mois plus tard, le directeur-général Agim Zatriqi abandonne ses fonctions à la tête de la RTK, dénonçant des ingérences du parti au pouvoir dans la gestion de la chaîne. Ces accusations sont reprises par la suite par le chef de l'union européenne de radio-télévision, Jean Réveillon, lequel indique constater « la pression du gouvernement du Kosovo en vue de transformer la Radio-Télévision du Kosovo en une radio-télévision d’État non-critique qui ne sera pas utile aux citoyens ».

## Description
RTK 1 est une chaîne généraliste émettant principalement en albanais. Des programmes dans les langues des minorités (serbe, bosnien, turc et romani) sont diffusés de manière régulière à l'antenne.
Les émissions quotidiennes commencent en semaine à 8 heures du matin par la diffusion de l'hymne national, immédiatement suivi du programme matinal Programi i Mëngjesit, durant lequel alternent chroniques, variétés et informations. L'antenne laisse une large place à la musique (Bllok Muzikor, Folk Show), au sport, à l'information aux films et aux séries (Familja Moderne, Kafeneja Jonëk). 
La chaîne diffuse quotidiennement trois éditions principales du journal télévisé (Lajmet) à 15 heures, 19 heures 30 (édition principale) et minuit.
RTK 1 retransmet également des débats et émissions politiques ainsi que les sessions du parlement kosovar.